# Соболь Олександр Михайлович
Олекса́ндр Миха́йлович Со́боль (нар. 31 грудня 1908 (13 січня 1909), Білосток — пом. 1984) — артист балету, педагог. Кавалер «ордена Знак Пошани» (1936). Заслужений артист УРСР (1941).

## Життєпис
Син українського танцівника і хореографа Михайла Андрійовича Соболя. У 1922 році був прийнятий до балетної студії при Театрі ім. Лисенка, де навчався до 1925 року (педагоги А. Й. Вільтзак, Я. В. Романовський, П. К. Йоркін).
У 1925 році був зарахований артистом балету в Харківський оперний театр, де пропрацював до 1928 року.
З 1928 по 1930 рроки працював артистом балету в різних естрадних колективах. У 1930—1935 роках був артистом балету в Харківському оперному театрі. У 1933 роув удосконалював свою майстерність в МХУ (педагоги В. О. Семенов, О. М. Монахов).
У 1935 році переведений в Київський оперний театр. В цьому ж році був посланий урядом в складі української групи танцюристів на Міжнародний фестиваль народного танцю в Лондоні, де посів перше місце.
Провідний соліст балету Харківського (1925—1935) і Київського (1935-37 i 1939-45) театрів опери й балету.
У 1936 брав участь в декаді українського оперного та балетного мистецтва в Москві. У 1937 році був відправлений на стажування до Великого театру СРСР, де пропрацював артистом балету до 1939 року. Згодом повернувся до Київського оперного театру і залишався його солістом до 1945 року.
У 1945-60 — в Театрі ім. Станіславського і Немировича-Данченка у Москві.
Олександр Соболь вражав сучачників кількістю піруетів: він міг навертіти до 14—16 піруетів. Сьогодні техніка виконання народного і класичного танцю дуже зросла і піруетами важко кого здивувати, а в той час їх виконував один лише Соболь і тому його майстерність глибоко вражала глядачів.
У 1960-63 р. — педагог Варшавської балетної школи, в 1964-68 — МХУ, в 1968-71 і 1973-75 — педагог-репетитор Великого театру в Лодзі, в 1975-77 — Музичного театру в Щецині.
Пішов з життя 1984 року.

## Партії
- Бенно («Лебедине озеро» П. Чайковського),
- піруетиста («Гопак» у «Сорочинському ярмарку» М. Мусоргського),
- Еспади («Дон-Кіхот» Л. Мінкуса),
- Капітана («Червоний мак» Р. Глієра),
- Кемпбелла («Ференджі» Б. Яновського),
- Арлекіна («Карнавал» Р. Шумана),
- Командора («Лавренсія» О. Крейна),
- Степана («Лілея» К. Данькевича) та багато ін.